# Huib Rost
Huib Rost (Nijmegen, 8 augustus 1975) is een Nederland triatleet.
Hij stond driemaal op het podium tijdens een NK triatlon op de olympische afstand. In 2002 werd hij vlak voor het Europees kampioenschap aangevallen door een hond. Desondanks wist hij met bijtwonden toch nog een vijfentwintigste plaats te behalen.  
Dankzij de sponsoring van de stichting "Vrienden van Huib Rost" is hij sinds 2005 in staat om zich volledig op triatlons te richten en meer buitenlandse wedstrijden te doen. In 2009 won hij een zilveren medaille op het NK triatlon op de middenafstand. Met een tijd van 3:58.42 eindigde hij ruim tien minuten achter Bas Diederen, die in 3:48.02 over de finish kwam.
Rosts beroep is fysiotherapeut.

## Belangrijke prestaties

### triatlon
- 1998:  NK olympische afstand in Roermond - 1:46.24
- 2000:  NK olympische afstand in Holten - 1:51.34
- 2000: 32e EK olympische afstand in Stein - 1:58.26
- 2001: 29e EK olympische afstand in Karlovy Vary - 2:12.38
- 2002:  NK olympische afstand in Zundert - 1:47.17
- 2002: 25e EK olympische afstand in Györ - 1:51.35
- 2005: 35e EK olympische afstand in Lausanne - 2:01.35
- 2006: 63e ITU wereldbekerwedstrijd in Cancún
- 2006: 23e ITU wereldbekerwedstrijd in Aqaba
- 2006: 9e Premium Cup in Holten
- 2006: 49e EK olympische afstand in Autun - 2:08.46
- 2007: 48e EK olympische afstand in 1:56.46
- 2008: 10e WK lange afstand in Almere - 6:02.32
- 2009:  NK middenafstand in Nieuwkoop - 3:58.42

### duatlon
- 2004:  ATB in Venray
- 2005:  ATB in Venray